# Abkommen von Pipton-on-Wye
Das Abkommen von Pipton-on-Wye vom 19. Juni 1265 war ein Bündnis zwischen dem walisischen Fürsten Llywelyn ap Gruffydd und Simon de Montfort, dem Führer der Adelsopposition, die während des Zweiten Kriegs der Barone in England die Regierung übernommen hatte.

## Ausgangslage
Seit 1258 rebellierten zahlreiche englische Barone gegen ihren König Heinrich III., während die Waliser seit November 1262 vor allem in Mittelwales wieder einen offenen Krieg gegen die anglonormannischen Marcher Lords führten. Ab Juni 1263 unterstützten die Waliser militärisch die Adelsopposition unter Simon de Montfort, 6. Earl of Leicester im Kampf gegen die Anhänger von König Heinrich III. Im Mai 1264 konnte Montfort den König in der Schlacht von Lewes besiegen und gefangen nehmen, womit er wieder die Regierung von England übernahm. Gegen seine Regierung gab es jedoch weiterhin, vor allem in den Welsh Marches, bewaffneten Widerstand. Zur Festigung seines Bündnisses mit den Walisern bestätigte Montfort dem walisischen Fürsten im Januar 1265 den Besitz der Burgen und Ländereien, die er in den letzten Jahren im Kampf gegen die Marcher Lords erobert hatte.

## Abschluss des Abkommens
Als im Sommer 1265 Anhänger des Königs zusammen mit dem Thronfolger Lord Eduard in den Welsh Marches ein neues Heer zum Kampf gegen die Regierung der Barone aufstellten, versuchte Montfort, sich die Unterstützung der Waliser durch ein weiteres Bündnis zu sichern. Am 19. Juni 1265 schloss er mit Fürst Llywelyn in Pipton ein Abkommen, in dem er dem Waliser weitgehende Zugeständnisse machte. Fürst Llywelyn erwies sich dabei als harter, aber realistischer Verhandlungspartner. Er erschien mit zahlreichen seiner walisischen Verbündeten in Pipton, einem kleinen Ort in Powys unweit des Flusses River Wye. Allein durch dieses Erscheinen in dem kleinen Ort unweit der Grenze zu England verdeutlichte er, dass er weite Teile der mittleren Welsh Marches beherrschte. Sein klares Ziel war, die in jahrelangen Kämpfen gewonnene Herrschaft über weite Teile von Wales vertraglich abzusichern.
Montfort musste Llywelyn den Titel Fürst von Wales zugestehen, womit er offiziell die Oberherrschaft Llywelyns über die anderen walisischen Lords bestätigte. Erneut musste Montfort ihm den Besitz der Burgen und Ländereien bestätigen, die die Waliser in den letzten Jahren erobert hatten. Zusätzlich verzichtete er zur Absicherung des walisischen Territoriums auf eine Reihe von Burgen entlang der Grenze zu England, darunter Hawarden, Ellesmere, Whittington und Painscastle. Im Gegenzug versprach Llywelyn ihm innerhalb von zehn Jahren die Zahlung von £ 20.000.

## Folgen
Fürst Llywelyn war klar, wie gefährdet Montforts Stellung war. Deshalb vereinbarte er, dass der Vertrag nichtig würde, wenn der König sterben oder die Regierung der Barone gestürzt würde. Dies geschah bereits sechs Wochen später, als Montfort in der Schlacht von Evesham fiel und der König seine Macht zurück erkämpfen konnte. Im Vertrag von Montgomery, den der König 1267 mit Fürst Llywelyn schließen konnte, musste der König jedoch wesentliche Inhalte des Abkommens von Pipton-on-Wye bestätigen.